# Dibeira
Dibeira (Ost), auch Debeira (Ost), ist eine archäologische Ausgrabungsstätte am Ostufer des Nils im Norden des Sudan 20 km nördlich von Wadi Halfa nahe der Grenze zu Ägypten. Ausgegraben wurden eine Nekropole der C-Gruppen-Kultur, die mit Wandmalereien verzierte Grabkammer des nubischen Prinzen Djehutihotep und bemalte Sarkophage der 20. Dynastie.
Dibeira ist heute vom Nassersee überflutet. Die Grabkammer und die Sarkophage wurden abgebaut und im Museumsgarten des Nationalmuseum Sudan in Khartum aufgestellt.